# Bastián Escobar
Bastián Andrés Escobar León (Victoria, Chile, 18 de febrero de 2006) es un futbolista chileno que juega en la posición de delantero. Actualmente milita en Deportes Temuco de la Primera División B de Chile.

## Trayectoria
Oriundo de Victoria, comienza a alternar con el primer equipo de Deportes Temuco durante la temporada 2023. Para la temporada siguiente, es ascendido oficialmente al primer equipo. Debuta profesionalmente el 25 de febrero de 2024, durante la victoria temuquense ante San Marcos de Arica por 1:0, ingresando a los 85' en reemplazo de Matías Abisab.Los siguientes dos partidos, ante Deportes Limache y Magallanes, ingresa desde el banco en ambas derrotas del equipo albviverde.
En la temporada 2025, en la tercera fecha, anota su primer gol como profesional en la victoria 2 a 1 de Deportes Temuco contra Unión San Felipe. 

## Selección nacional

### Selecciones menores
Ha sido nominado para las categorías inferiores de la Selección chilena numerables veces, teniendo participaciones en la sub-17. En el año 2023, formó parte de dicha selección en el Sudamericano sub-17 de 2023 disputado en Ecuador.En dicha competición, el equipo chileno quedó eliminado en la segunda fase, siendo Escobar partícipe de 8 partidos sin marcar goles.
En octubre de 2023, es convocado por Nicolás Córdova para formar parte de un microciclo de la Selección sub-20.

#### Participaciones en Sudamericanos
| Competencia                 | Sede    | Resultado    | PJ | Goles | Asistencias |
| --------------------------- | ------- | ------------ | -- | ----- | ----------- |
| Sudamericano Sub-17 de 2023 | Ecuador | Segunda fase | 8  | 0     | 0           |

## Estadísticas

### Clubes
| Club                    | Div.                | Temporada           | Liga  | Liga  | Copas nacionales | Copas nacionales | Torneos internacionales | Torneos internacionales | Total | Total |
| Club                    | Div.                | Temporada           | Part. | Goles | Part.            | Goles            | Part.                   | Goles                   | Part. | Goles |
| ----------------------- | ------------------- | ------------------- | ----- | ----- | ---------------- | ---------------- | ----------------------- | ----------------------- | ----- | ----- |
| Deportes Temuco · Chile | 2.ª                 | 2024                | 14    | 0     | 3                | 0                | —                       | —                       | 17    | 0     |
| Deportes Temuco · Chile | 2.ª                 | 2025                | 1     | 1     | 2                | 0                | —                       | —                       | 3     | 1     |
| Deportes Temuco · Chile | Total club          | Total club          | 15    | 1     | 5                | 0                | 0                       | 0                       | 20    | 1     |
| Total en su carrera     | Total en su carrera | Total en su carrera | 15    | 1     | 5                | 0                | 0                       | 0                       | 20    | 1     |
| 1. 2. 3.                |                     |                     |       |       |                  |                  |                         |                         |       |       |

### Selecciones
| Selección      | Temporada     | Amistosos | Amistosos | Sudamérica | Sudamérica | Mundial | Mundial | Total | Total |
| Selección      | Temporada     | Part.     | Goles     | Part.      | Goles      | Part.   | Goles   | Part. | Goles |
| -------------- | ------------- | --------- | --------- | ---------- | ---------- | ------- | ------- | ----- | ----- |
| Sub-17 · Chile | 2023          | —         | —         | 8          | 0          | —       | —       | 8     | 0     |
| Sub-17 · Chile | Total         | 0         | 0         | 8          | 0          | 0       | 0       | 8     | 0     |
| Total carrera  | Total carrera | 0         | 0         | 8          | 0          | 0       | 0       | 8     | 0     |
| 1.             |               |           |           |            |            |         |         |       |       |

### Resumen estadístico
| Competición        | Partidos | Goles | Asistencias |
| ------------------ | -------- | ----- | ----------- |
| Primera B de Chile | 15       | 1     | 0           |
| Copa Chile         | 5        | 0     | 0           |
| Selección Sub-17   | 8        | 0     | 0           |
| Total              | 28       | 1     | 0           |